# Soudan (Deux-Sèvres)
Soudan ist eine französische Gemeinde mit 424 Einwohnern (Stand 1. Januar 2022) im Département Deux-Sèvres in der Region Nouvelle-Aquitaine (vor 2016 Poitou-Charentes). Sie gehört zum Arrondissement Niort und zum Kanton Celles-sur-Belle. Die Einwohner werden Soudanais genannt.

## Geographie
Soudan liegt etwa 28 Kilometer ostnordöstlich von Niort. Umgeben wird Soudan von den Nachbargemeinden Fomperron im Norden, Saint-Germier im Nordosten, Pamproux im Osten, Salles im Süden, Sainte-Eanne im Südwesten sowie Nanteuil im Südwesten und Westen.
Durch die Gemeinde führt die Autoroute A10.

## Bevölkerungsentwicklung
| Jahr                       | 1962 | 1968 | 1975 | 1982 | 1990 | 1999 | 2006 | 2019 |
| Einwohner                  | 543  | 513  | 410  | 321  | 306  | 379  | 407  | 431  |
| Quellen: Cassini und INSEE |      |      |      |      |      |      |      |      |

## Sehenswürdigkeiten

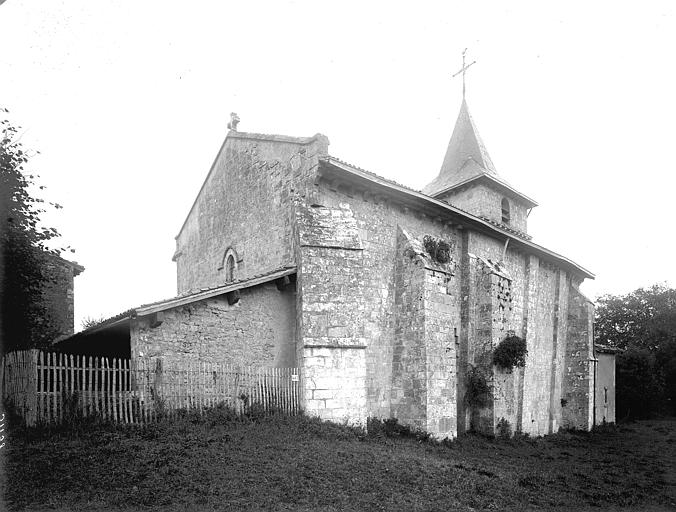
Alte Aufnahme der Kirche Notre-Dame

- Kirche Notre-Dame